# منطقة أريحا
منطقة أريحا منطقة سورية إدارية تتبع محافظة إدلب ومركزها مدينة أريحا، بلغ تعداد سكان المنطقة 175,994 نسمة حسب التعداد السكاني لعام 2004 

## نواحي منطقة أريحا
- ناحية مركز أريحا
- ناحية إحسم
- ناحية محمبل